# Ermitage Saint-Pierre
L'ermitage Saint-Pierre est une église préromane dite chapelle Saint-Pierre de Revel et située à La Roque-Sainte-Marguerite dans l'Aveyron, région Occitanie, France.

## Localisation
L'ermitage se situe en rive gauche de la vallée de la Dourbie, sur un piton rocheux à proximité de la corniche nord du causse du Larzac. On y accède par des sentiers à partir du village de Pierrefiche du Larzac.

## Histoire de la chapelle
La chapelle Saint-Pierre de Revel a été construite sur le flanc d'une haute falaise dolomitique du causse du Larzac dominant la Dourbie. Le chicot rocheux sur lequel a été bâtie la chapelle est situé dans une zone très escarpée et en contrebas de la bordure du causse où sourd la source de Saint-Pierre. Le piton rocheux comporte des terrasses au-dessus desquelles s'élevait le château de Revel. Il est probable que l'ermitage Saint-Pierre correspondait à une chapelle castrale, ancienne dépendance du château (Durand, 1987).
L'édifice religieux dit « ermitage Saint-Pierre » est redécouvert dans les années trente par Albert Carrière et Jean Birebent.
Plus tard, Henry Dupont s'est servi de documents nombreux d'archives pour étudier les châteaux du Rouergue, Ce sont ces archives qui ont permis d'identifier l'ancienne chapelle du château de Revel. La mention du site apparaît dans des documents datés de 1150.
Une étude de l'architecture préromane en Rouergue (Durand, 1987) a permis d'attribuer un âge plus ancien (IX ou Xe siècles) à la chapelle Saint-Pierre de Revel.
Au XIVe siècle, la chapelle est encore en service puisqu'un acte du 29 juin 1327 mentionne un testateur qui donne un quart d'huile pour le luminaire de « St Peire de Revel » ainsi qu'une somme d'argent. Il s'agit de la dernière mention de la chapelle qui est ensuite délaissée par les habitants. En effet, il n'existe aucune mention sur la carte de Cassini et sur le cadastre de 1840.
Toutefois, « l'ermitage » est fréquenté au XIXe siècle par les habitants de Pierrefiche et de La Roque-Sainte-Marguerite. Le pèlerinage vise à demander la pluie ou la guérison des maladies des yeux.

## Le château de Revel
Le château de Revel est partagé entre plusieurs seigneurs : les Ahnenric, les Albignac et les Revel. Tous rendaient hommage au seigneur de La Roque-Sainte-Marguerite.
« Vers 1170, les Templiers de Sainte-Eulalie-du-Larzac possèdent la moitié de la châtellenie et de l'église de Revel. La famille de Revel, détentrice de nombreuses terres sur le Larzac, n'apparaîtra alors que d'une manière épisodique lors des transactions avec les Templiers, et souvent à titre de témoin. » (Durand, 1987).
La politique territoriale des Templiers sur le causse du Larzac a conduit à la disparition des petites seigneuries périphériques. Les habitants du causse sont venus s'installer dans les nouveaux centres créés : La Cavalerie, La Couvertoirade, Sainte-Eulalie. Le château de Revel et sa chapelle ont probablement été abandonnés à la suite de cette redistribution démographique.

## Galerie de photos

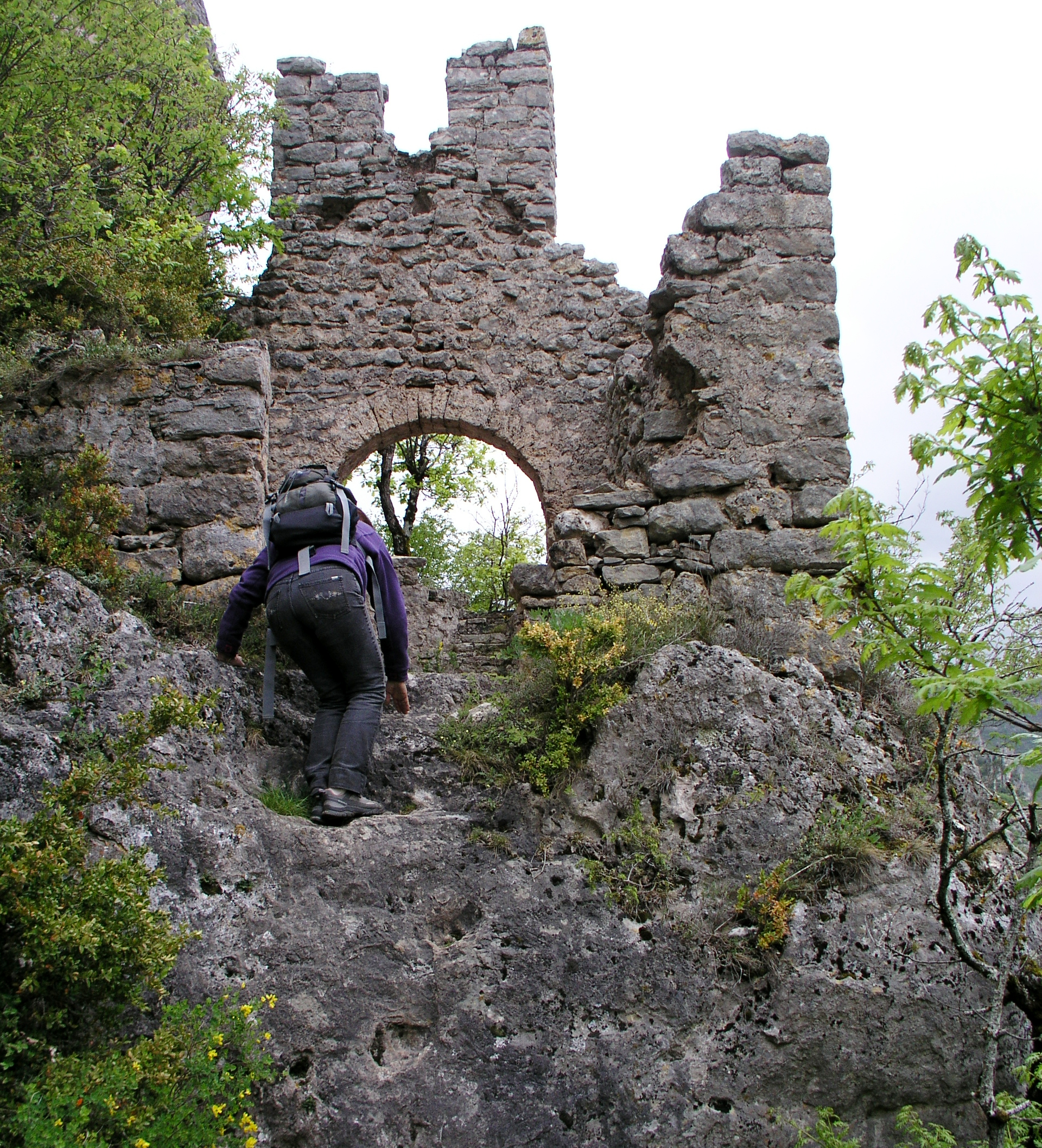
Accès à l'ermitage Saint-Pierre.
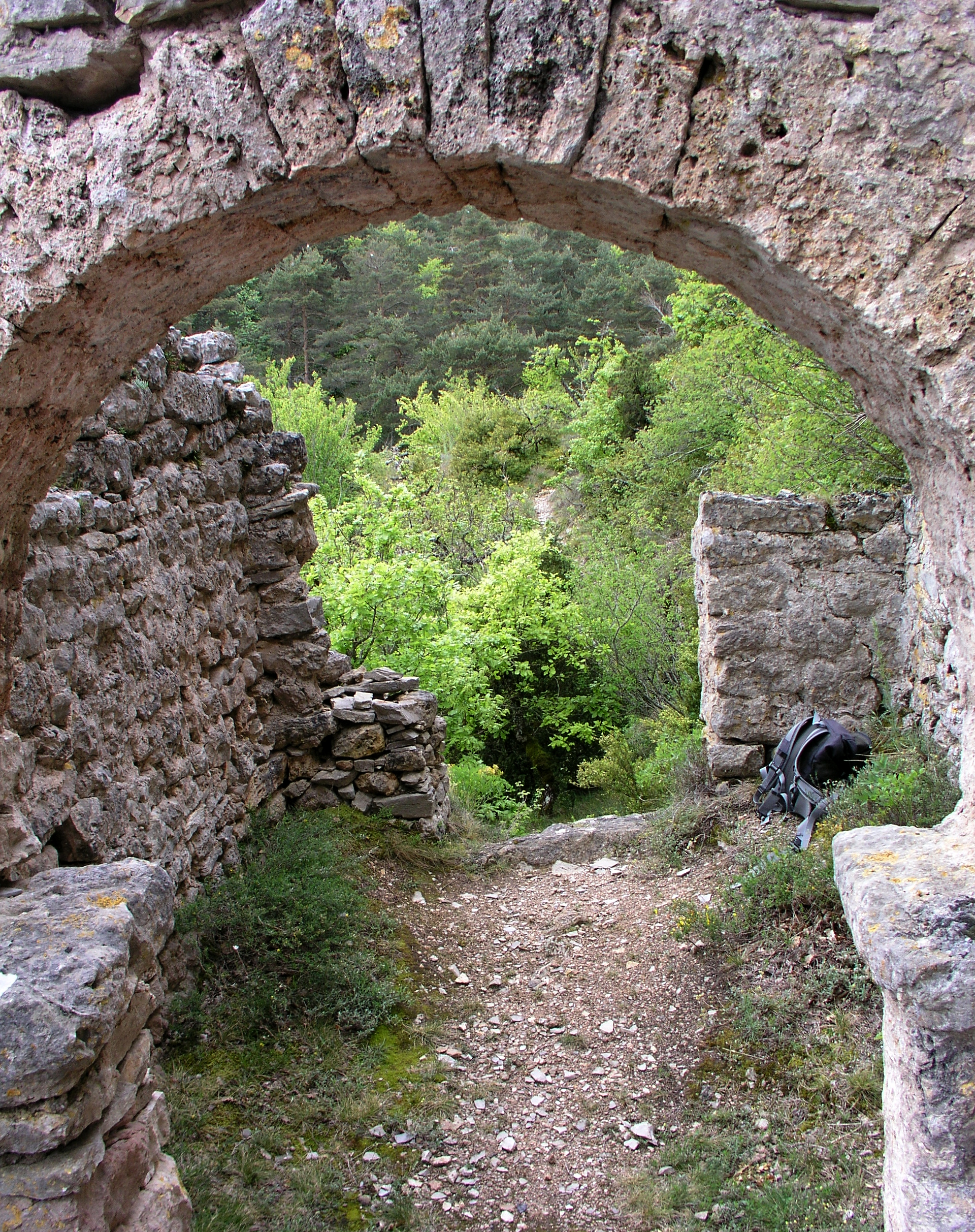
Intérieur de l'ermitage Saint-Pierre.
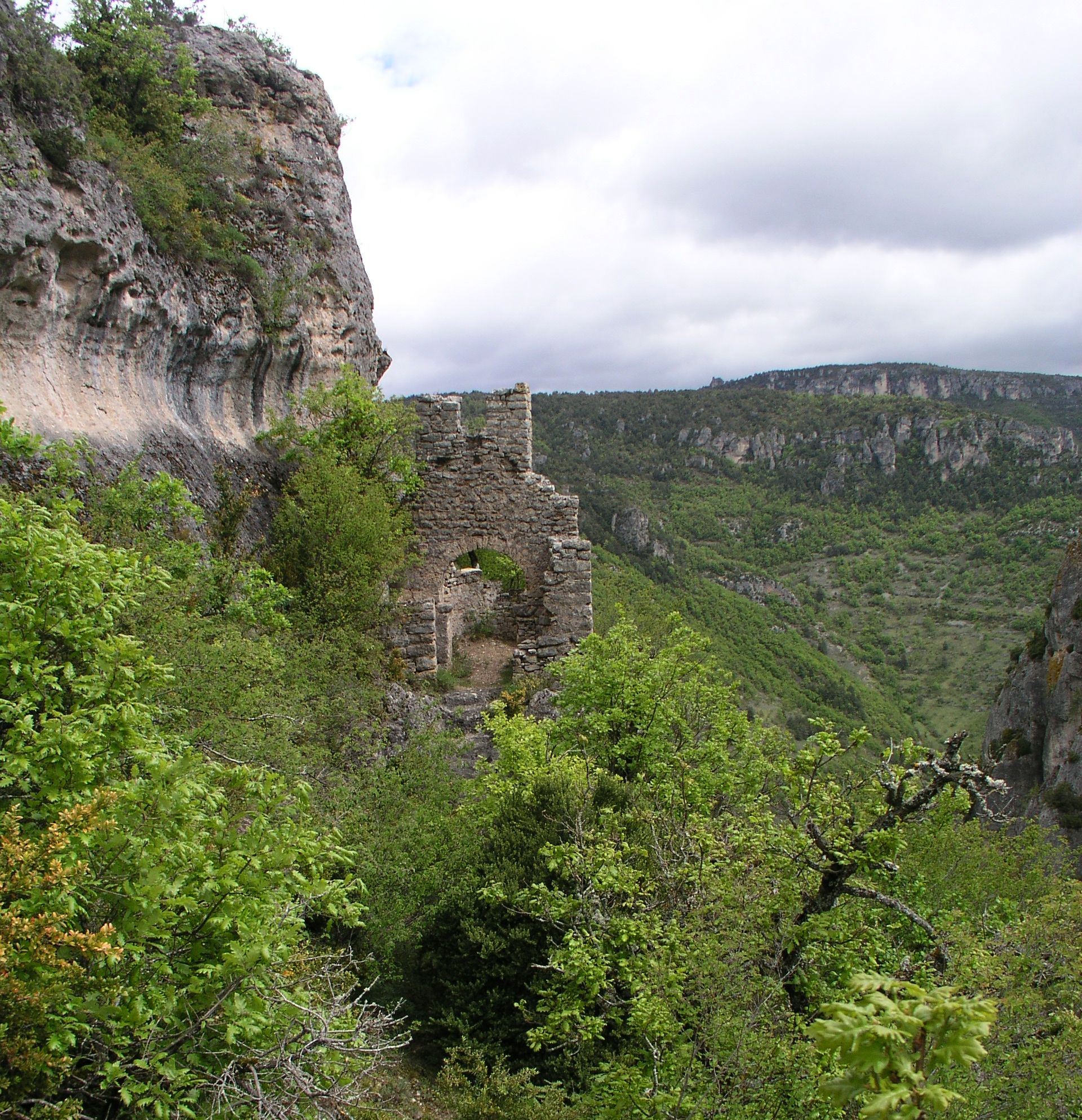
La chapelle Saint-Pierre de Revel adossée au rocher.
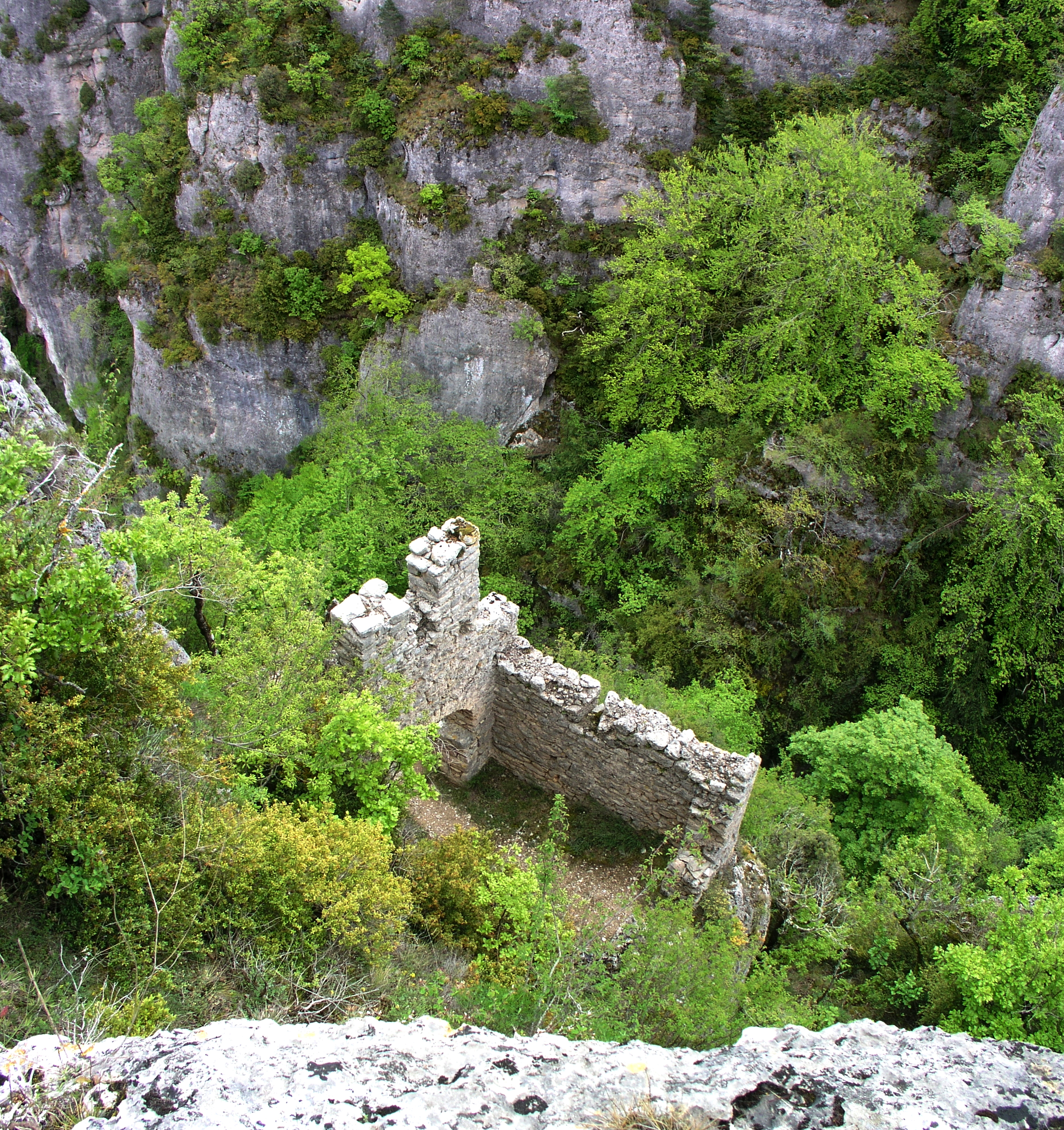
Vue plongeante depuis le château sur la chapelle Saint-Pierre.
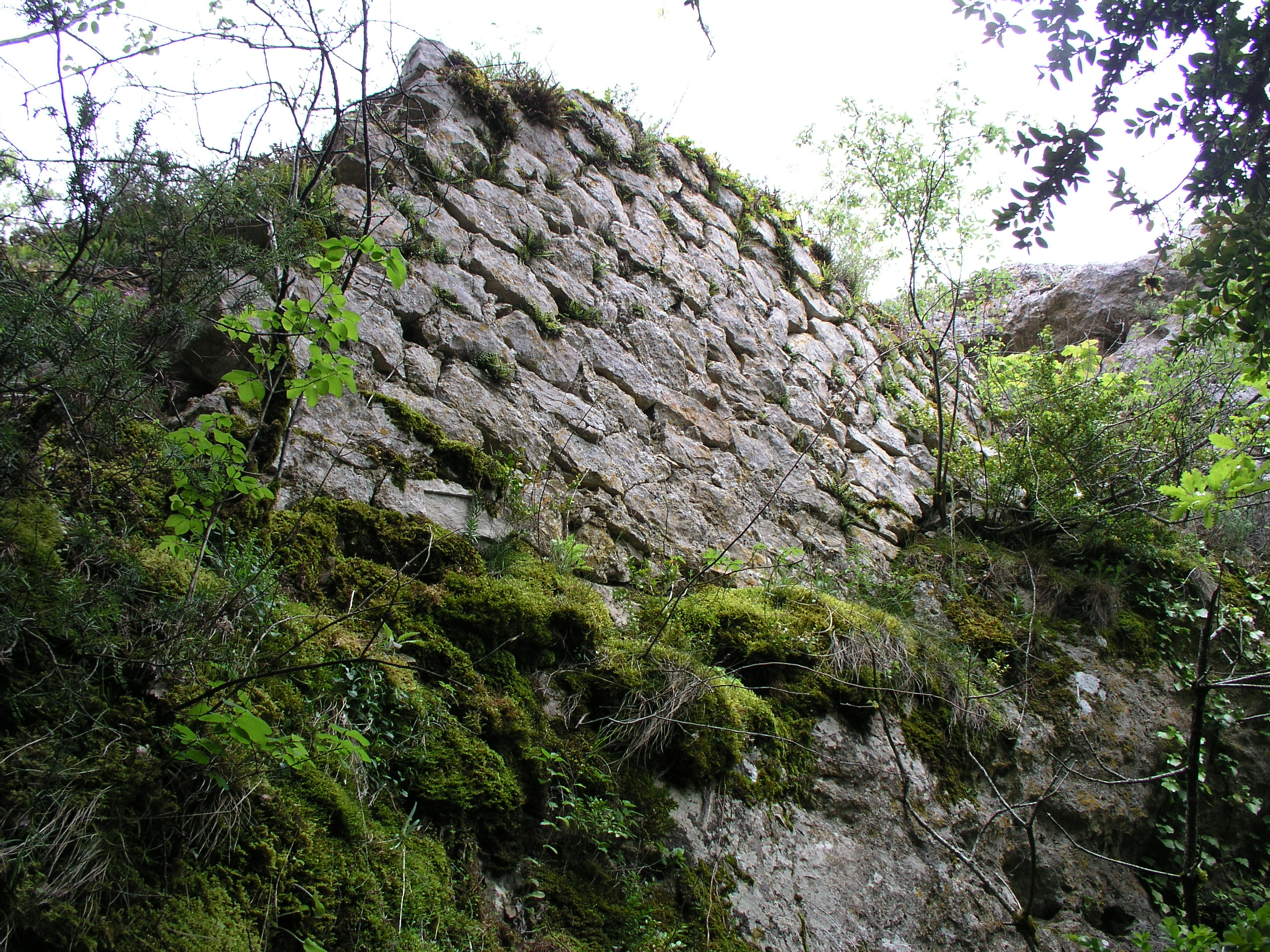
Mur soutenant les terrasses du château de Revel.
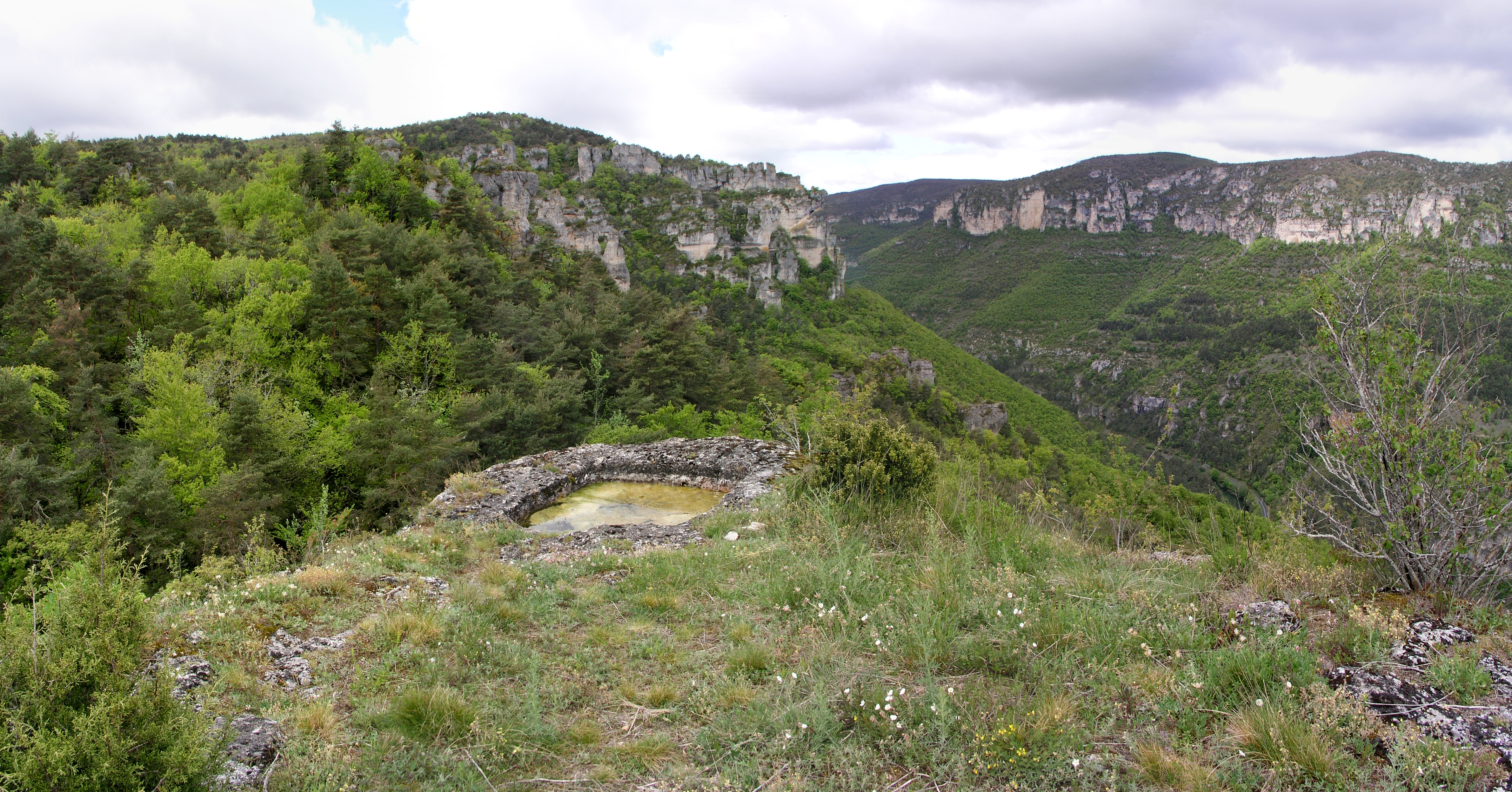
Vue panoramique depuis les terrasses du château de Revel.